# Petroupim

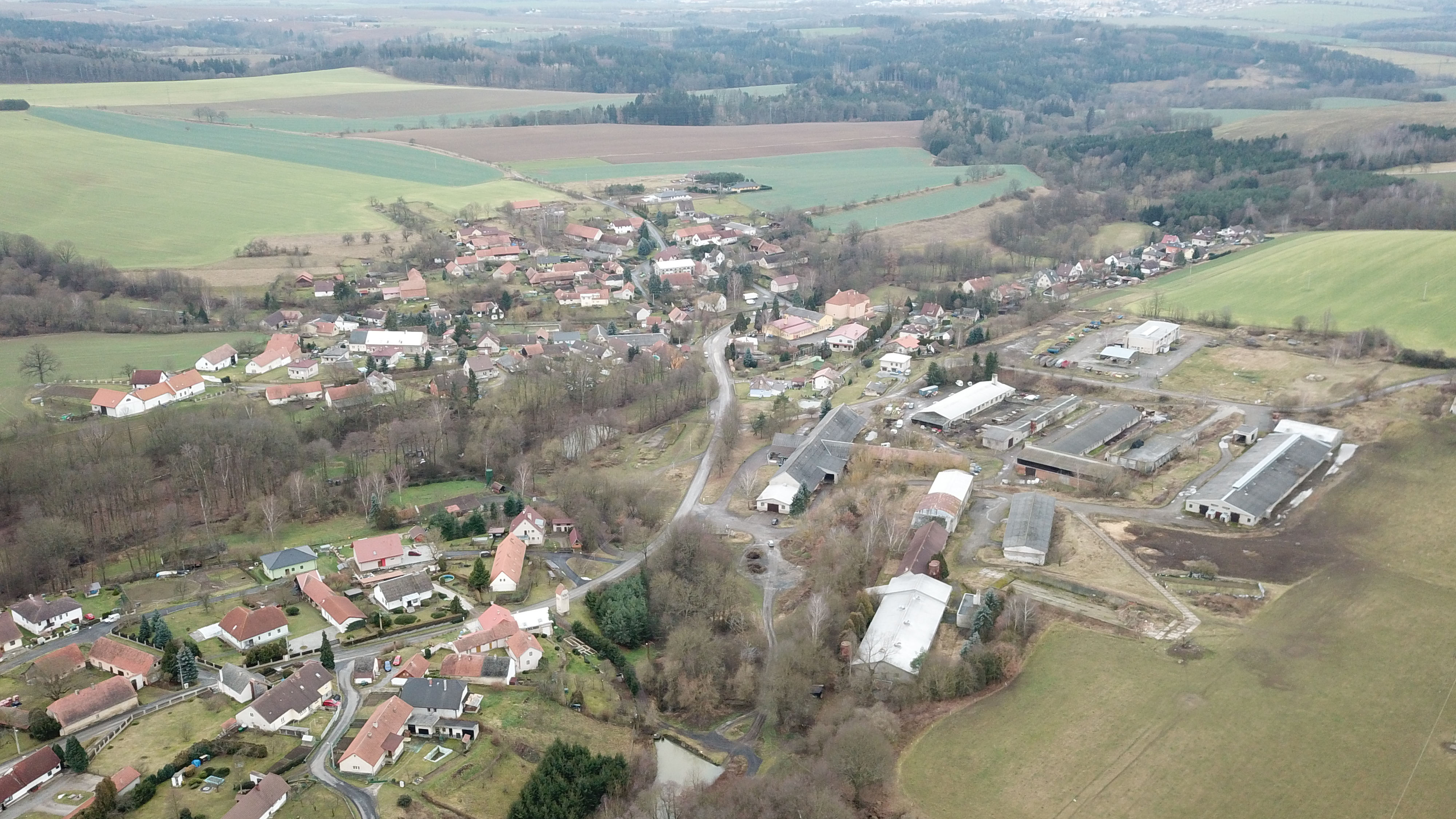
Petroupim letecká

Petroupim je obec v okrese Benešov ve Středočeském kraji. Žije zde 376 obyvatel.
Ve vzdálenosti šest kilometrů jihozápadně leží Benešov a patnáct kilometrů jižně Vlašim.

## Historie
První písemná zmínka o obci pochází z roku 1318.

## Obyvatelstvo
| Rok            | 1869 | 1880 | 1890 | 1900 | 1910 | 1921 | 1930 | 1950 | 1961 | 1970 | 1980 | 1991 | 2001 | 2011 | 2021 |
| -------------- | ---- | ---- | ---- | ---- | ---- | ---- | ---- | ---- | ---- | ---- | ---- | ---- | ---- | ---- | ---- |
| Počet obyvatel | 480  | 501  | 486  | 476  | 457  | 447  | 413  | 317  | 303  | 267  | 267  | 281  | 290  | 305  | 292  |
| Počet domů     | 66   | 73   | 76   | 75   | 73   | 74   | 78   | 80   | 76   | 72   | 70   | 93   | 97   | 105  | 100  |

## Obecní správa

### Územněsprávní začlenění
Dějiny územněsprávního začleňování zahrnují období od roku 1850 do současnosti. V chronologickém přehledu je uvedena územně administrativní příslušnost obce v roce, kdy ke změně došlo:
- 1850 země česká, kraj České Budějovice, politický a soudní okres Benešov[7]
- 1855 země česká, kraj Tábor, soudní okres Benešov
- 1868 země česká, politický a soudní okres Benešov
- 1939 země česká, Oberlandrat Tábor, politický i soudní okres Benešov[8]
- 1942 země česká, Oberlandrat Praha, politický i soudní okres Benešov[9]
- 1945 země česká, správní i soudní okres Benešov[10]
- 1949 Pražský kraj, okres Benešov[11]
- 1960 Středočeský kraj, okres Benešov
- 2003 Středočeský kraj, okres Benešov, obec s rozšířenou působností Benešov

### Části obce
- Petroupim
- Petroupec
- Sembratec

V letech 1869–1880 k obci patřil i Bedrč.

### Obecní symboly
Znak a vlajka byly obci uděleny rozhodnutím předsedy Poslanecké sněmovny Parlamentu České republiky dne 8. listopadu 2016.

## Společnost
Ve vsi Petroupim (přísl. Petroupec, Sembratec, 516 obyvatel, četnická stanice) byly v roce 1932 evidovány tyto živnosti a obchody: 2 hostince, kolář, kovář, 3 rolníci, řezník, obchod se smíšeným zbožím, trafika.

## Doprava
Dopravní síť
- Pozemní komunikace – Do obce vedou silnice III. třídy.

- Železnice – Železniční trať ani stanice na území obce nejsou.

Veřejná doprava 2012
- Autobusová doprava – Do obce zajížděla autobusová linka Benešov-Chocerady-Sázava (v pracovních dnech 5 spojů), v zastávce hájovna Meduna zastavovaly tato linka (v pracovních dnech 3 spoje) a linka Benešov-Sázava (v pracovních dnech 3 spoje) (dopravce ČSAD Benešov, a. s.). O víkendu byla obec bez dopravní obsluhy.

## Mateřská a základní škola
V obci pracuje od roku 1997 církevní základní a mateřská škola Archa.

## Turistika
- Cyklistika – Obcí vede cyklotrasa č. 0068 Čerčany - Petroupim - Popovice - Jankov.
- Pěší turistika – Obcí vede turistická trasa  Chocerady - Bělčice - Kozmice - Petroupim - Benešov.

## Galerie

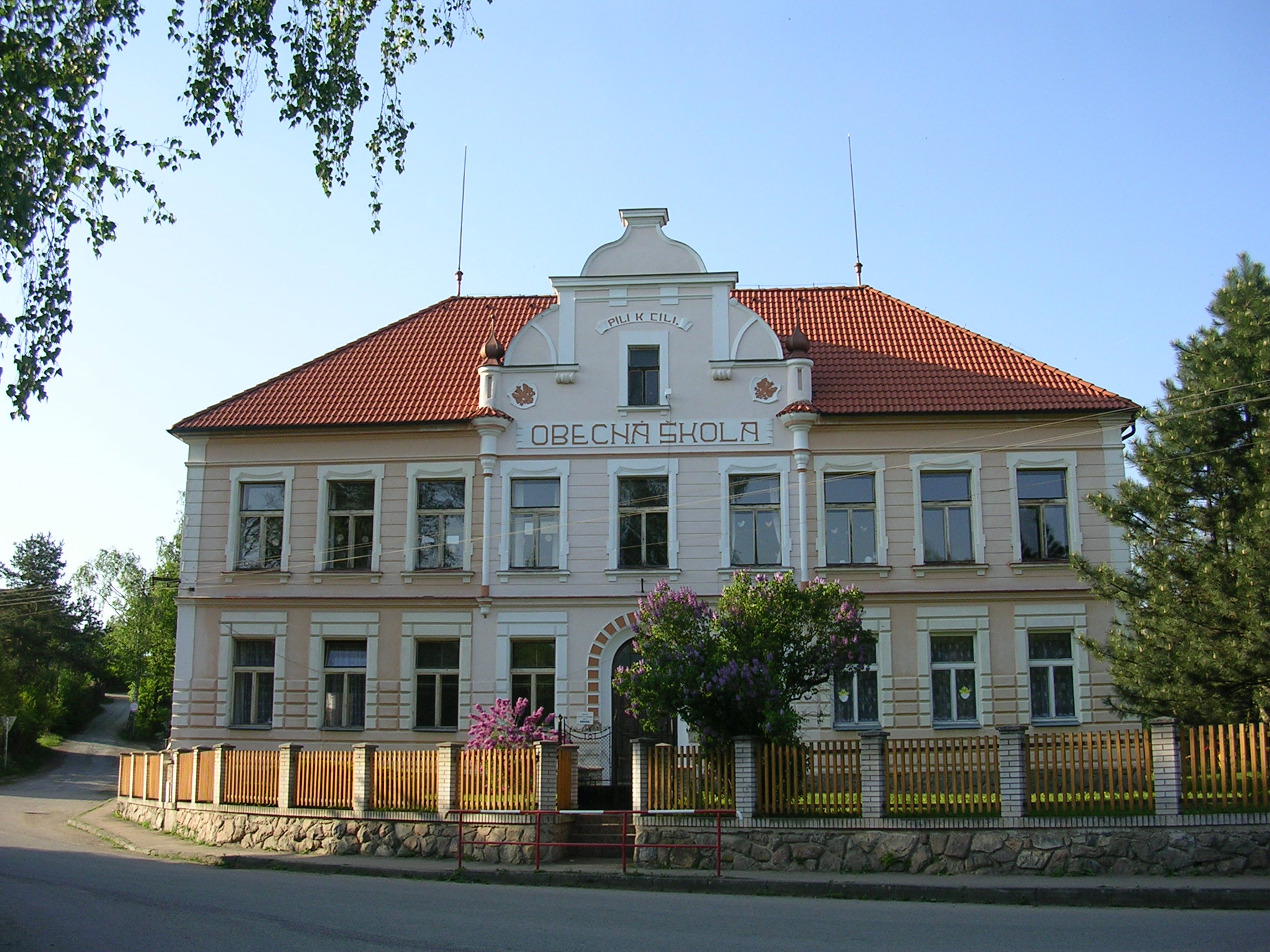
Škola v Petroupimi
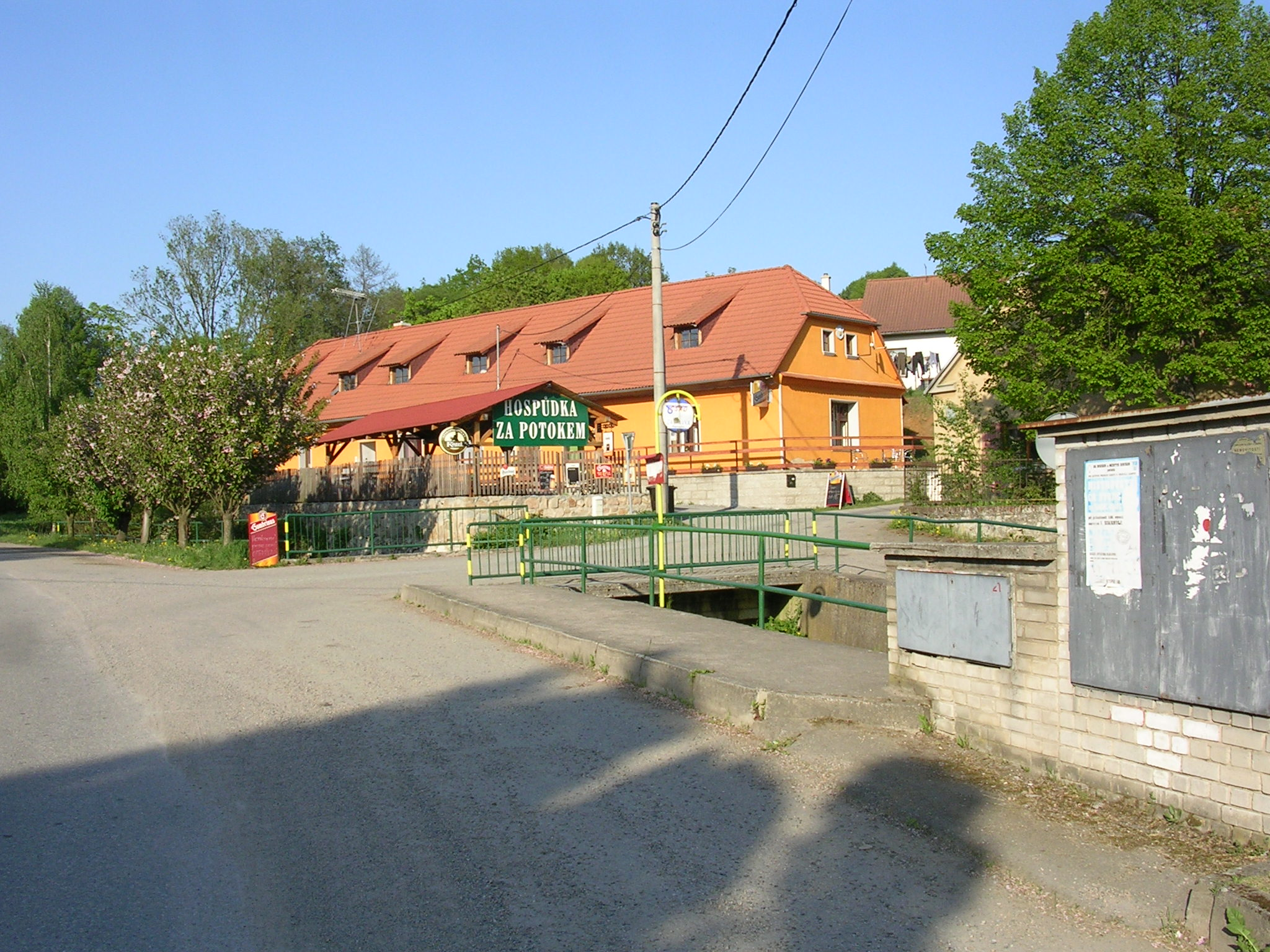
Hospůdka Za Potokem